# 백남식 (1880년)
백남식(白南式, 1880년 10월 18일 ~ 1950년 6월 30일)은 대한민국의 독립운동가이다.
본관은 수원(水原), 호(號)는 규량(規亮)이다. 1920년 독립운동 당시 사용한 가명은 백낙준(白洛浚)이다.

## 생애

### 일생
충청남도 논산에서 출생하였으며 지난날 한때 충청남도 당진에서 잠시 유아기를 보낸 적이 있고 훗날 충청남도 예산에서 성장한 그는 20대 초반 시절이던 대한제국 시대 말기에 충청남도 당진군 군서기관 직책을 잠시 지내다가 사퇴하였다. 1919년 3월, 충청남도 예산에서 3.1 운동 참가를 하였으며, 그 직후 1919년 음력 8월, 조병채(趙炳彩)·김영진(金瑛鎭)·윤태병(尹太炳)·윤상기(尹相起) 등의 동지들과 함께 당시 중화민국 둥베이 지방 지린 성 지린(吉林)에서 활동을 하던 독립군 단체 북로군정서(北路軍政署)를 조선국 민간인 신분으로 협조하여 조선국(朝鮮國)의 독립을 달성하자는데 결의하고, 이를 위해 국내에서 군자금 모집활동을 펼 것을 주요 목적으로 조선국 민간계파 비밀결사 대한건국단(大韓建國團)을 조직하고 부단장에 취임하였다. 대한건국단은 일경의 감시를 피하기 위해 단원들이 함께 모여 다니는 것이 아니라 동일한 취지와 표방 아래 서로 연락을 취하면서 국내 각지에서 독립운동을 하였다. 이들은 북로군정서 총사령관 김좌진(金佐鎭) 휘하의 천경수(千景洙)에게 군자금 모집지령과 함께 대한민국 임시정부 경리국 경고서(大韓民國 臨時政府 經理局 警告書)·대한민국 임시정부 총간부 유고서(大韓民國 臨時政府 總幹部 諭告書)·대한민국 임시정부 특파원증·대한민국 임시정부 납금명령서(大韓民國 臨時政府 納金命令書) 등을 인수받아 군자금 모집에 힘을 쏟았다. 이때 그는 조병채·윤태병과 함께 1920년 3월 전라북도 금산(全羅北道 錦山)의 자산가 송석기(宋錫驥)·윤상응(尹相應)으로부터 군자금을 모집하는 등 충청남도 공주(忠淸南道 公州)·충청남도 부여(忠淸南道 扶餘), 경성부(京城府) 등지에서 수차례 걸쳐 군자금을 모금하였다. 그러나 이와 동일한 독립 운동을 펴던 중 그는 일경에 피체되어 징역 10년형을 선고받고 경성형무소에서 7년여 복역 후 1927년 특별사면 석방되었다.

### 광복 이후와 만년
석방된 후에도 그는 일제에 저항하면서 독립을 위해 항일 관련 활동을 계속하였고 광복 이후로도 한국독립당에 당원으로 몸담은 후 1949년 한국독립당을 탈당 후 충청남도 홍성에 낙향하였다.

### 정당 당원 이력
- 前 한국독립당 상임위원(1927년~1946년)
- 前 한국독립당 대표전임위원(1946년~1949년)

### 말년과 사망
그는 충청남도 홍성에 낙향을 한 이듬해 1950년 한국 전쟁 와중에 홍성 자택에서 부인과 장남, 장자부와 장남 내외 후손인 직계 친손들을 비롯한 자신의 큰아들 위주 직계 가족들만이 임종을 지켜보는 가운데 병사하였다.

### 사후
대한민국 정부에서는 고인의 공훈을 기리고자 1977년 대한민국 건국포장을, 1990년 대한민국 건국훈장 애국장을 각각 추서하였다.